# بخش مرکزی شهرستان فرخ‌شهر
بخش مرکزی، یکی از بخش‌های شهرستان فرخ‌شهر در استان چهارمحال و بختیاری ایران است. مرکز این بخش، شهر فرخ‌شهر است.

## تقسیمات کشوری
- بخش مرکزی شهرستان فرخ‌شهر
  - دهستان قهفرخ

شهرها: فرخ‌شهر

## جمعیت
بر پایه سرشماری عمومی نفوس و مسکن در سال ۱۳۹۵، جمعیت بخش مرکزی شهرستان فرخ‌شهر برابر با ۳۲٬۷۱۸ نفر بوده‌است.